# Kanin (film)
Kanin er en dansk kortfilm fra 2018 instrueret af Tanne Sommer.

## Handling
Andreas og den dominerende ekskæreste Josefine har i fællesskab anskaffet en kanin, som nu er hos dem på skift. Josefine forsøger desperat at få Andreas tilbage og bruger konstant kaninen som undskyldning for at styre hans liv. Men kan Josefine blive ved at bruge den søde kanin som pressionsmiddel, når der pludselig kommer en ny kvinde ind i Andreas' liv?

## Medvirkende
- Micki Stoltt, Andreas
- Caroline Vedel, Josefine
- Mikkel Aalund Pedersen, Jakob
- Emma van der Vleuten Busk, Emma